# Ozero Kulsjitjeskoje
Ozero Kulsjitjeskoje (ryska: Озеро Кульшическое) är en sjö i Belarus.   Den ligger i voblasten Mahiljoŭs voblast, i den östra delen av landet, 220 km öster om huvudstaden Minsk. Ozero Kulsjitjeskoje ligger 150 meter över havet.
I omgivningarna runt Ozero Kulsjitjeskoje växer i huvudsak blandskog. Runt Ozero Kulsjitjeskoje är det glesbefolkat, med 11 invånare per kvadratkilometer.